# بانکسیا رنگ‌پریده
بانکسیای رنگ‌پریده (نام علمی: Banksia pallida) نام یک گونه از سرده بانکسیا است.